# Dragonworld (Computerspiel)
Dragonworld ist ein Computerspiel der US-amerikanischen Firma Telarium aus dem Jahr 1984. Es gehört zum Genre der Textadventures und basiert auf einer Romanvorlage der Autoren Byron Preiss und Michael Reaves.

## Handlung
Die Handlung spielt in einer Fantasy-Welt, in der die benachbarten Länder Fandora und Simbala liegen. Im Roman Dragonworld mussten sich zwei sehr unterschiedliche Bewohner dieser Länder, der Naturforscher Amsel aus Fandora und der Kriegerkönig Hawkwind aus Simbala, zusammenraufen, um den Letzten Drachen aus den Händen von Entführern zu retten. Im Computerspiel wurde der Letzte Drache erneut entführt, und der Spieler in Gestalt von Amsel macht sich auf, um zunächst seinen Freund Hawkwind aufzusuchen und dann gemeinsam den Letzten Drachen erneut zu retten.

## Spielprinzip und Technik
Dragonworld ist ein Textadventure, das heißt, Umgebung und Geschehnisse werden als Bildschirmtext ausgegeben und die Visualisierung obliegt zum größten Teil der Fantasie des Spielers. Die Steuerung der Spielfigur erfolgt über Befehle, die der Spieler mittels der Tastatur eingibt und die von einem Parser abgearbeitet werden. Die Befehle sind in natürlicher Sprache gehalten und lassen den Spielcharakter mit seiner Umwelt interagieren. Der Spieler kann sich so durch die Spielwelt bewegen, Gegenstände finden, sie auf die Umgebung oder andere Gegenstände anwenden und mit NPCs kommunizieren. Mit fortschreitendem Handlungsverlauf werden weitere Orte der Spielwelt freigeschaltet. Im Gegensatz zu reinen Textadventures verfügt Dragonworld über handgezeichnete Standbilder, die die oberen etwa 40 % des Bildschirms einnehmen und das Geschehen illustrieren. Sie wurden vom Künstler John Pierard gezeichnet.
In die Erstauflage des Spiels waren drei Minispiele, die dem Spieler motorische Geschicklichkeit abverlangten und bedingt durch schlechte Programmierung auf den damaligen Heimcomputern so langsam abliefen, dass der Publisher Telatrium sie für weitere Editionen des Spiels entfernen ließ.

## Produktionsnotizen
Der Grundschullehrer Byron Preiss hatte 1971 gemeinsam mit dem Comiczeichner James Steranko einen erfolgreichen Comic produziert. Einige Jahre später gründete er den Verlag Byron Preiss Visual Publications. 1976 initiierte er die Graphic-Novel-Serie Illustrated Fiction, für die Preiss in der Regel die Geschichten schrieb und Zeichner wie Tom Sutton oder Howard Chaykin die Illustration übernahmen. Das fünfte Werk dieser Reihe sollte eine Fantasy-Saga namens Dragonworld werden, die Preiss zusammen mit dem US-amerikanischen Nachwuchsautor Michael Reaves schrieb. Ende der 1970er-Jahre war die Fantasy-Illustrated-Reihe aber mangels Erfolg zu einem finanziellen Risiko für Preiss’ Verlag geworden, so dass er das Konzept einstampfte und Dragonworld gemeinsam mit Reaves zu einem konventionellen Fantasy-Roman umschrieb, der allerdings um zahlreiche Illustrationen des Künstlers Joe Zucker angereichert wurde, der zeitweise mit Preiss und Reaves in einem Apartment wohnte.
Byron Preiss hatte zuvor mit der Umsetzung des Romans Rendezvous mit 31/439 des Science-Fiction-Schriftstellers Arthur C. Clarke in ein Computerspiel (Rendezvous with Rama) einigen Erfolg gehabt. An Dragonworld, das als Roman in finanzieller Hinsicht zumindest kein Misserfolg war, hielt er die Rechte, so dass eine Umsetzung einfach zu bewerkstelligen und finanziell lukrativ erschien. Preiss konnte Michael Reaves erneut als Co-Autor gewinnen. Ergänzende Texte wurden von der Nachwuchsautorin Brynne Chandler beigetragen, die gerade als Autorin für die Zeichentrickserie Masters of the Universe Fuß gefasst hatte und sich in den 2000er-Jahren einen Namen als Übersetzerin von Mangas machte.
Die MSX2-Version des Spiels wurde 1986 veröffentlicht und ist eine mit neuen Illustrationen ausgestattete Übersetzung ins Spanische.

## Rezeption
In den 1980er-Jahren wurden in Spielerezensionen die detaillierten Grafiken, die vielfältigen Handlungsoptionen und die stimmungsvolle Fantasy-Atmosphäre des Adventures hervorgehoben. In einer Rezension der deutschen Zeitschrift Happy Computer wurden der Wortschatz des Text-Parsers, die Grafik und die Handlung jeweils mit sehr gut bewertet. Derselbe Redakteur (Heinrich Lenhardt) stellte in einer weiteren Rezension für ein Computerspiele-Sonderheft der Happy Computer heraus, dass das Spiel zu Beginn über einen für Genreanfänger geeigneten, niedrigen Schwierigkeitsgrad verfüge, dass die Komplexität der Rätsel aber zum Ende des Spiels hin zunehme. Er lobte die „ausführlichen und vollmundigen“ Texte des Spiels sowie die „zahlreichen, erstklassigen Grafiken“, kritisierte aber lange Ladezeiten der Commodore-64-Version.
In einer Untersuchung zur Computerspielgeschichte und -theorie aus dem Jahr 1993 wurde Dragonworld als „Computer-Comic“ charakterisiert.